# Groenland

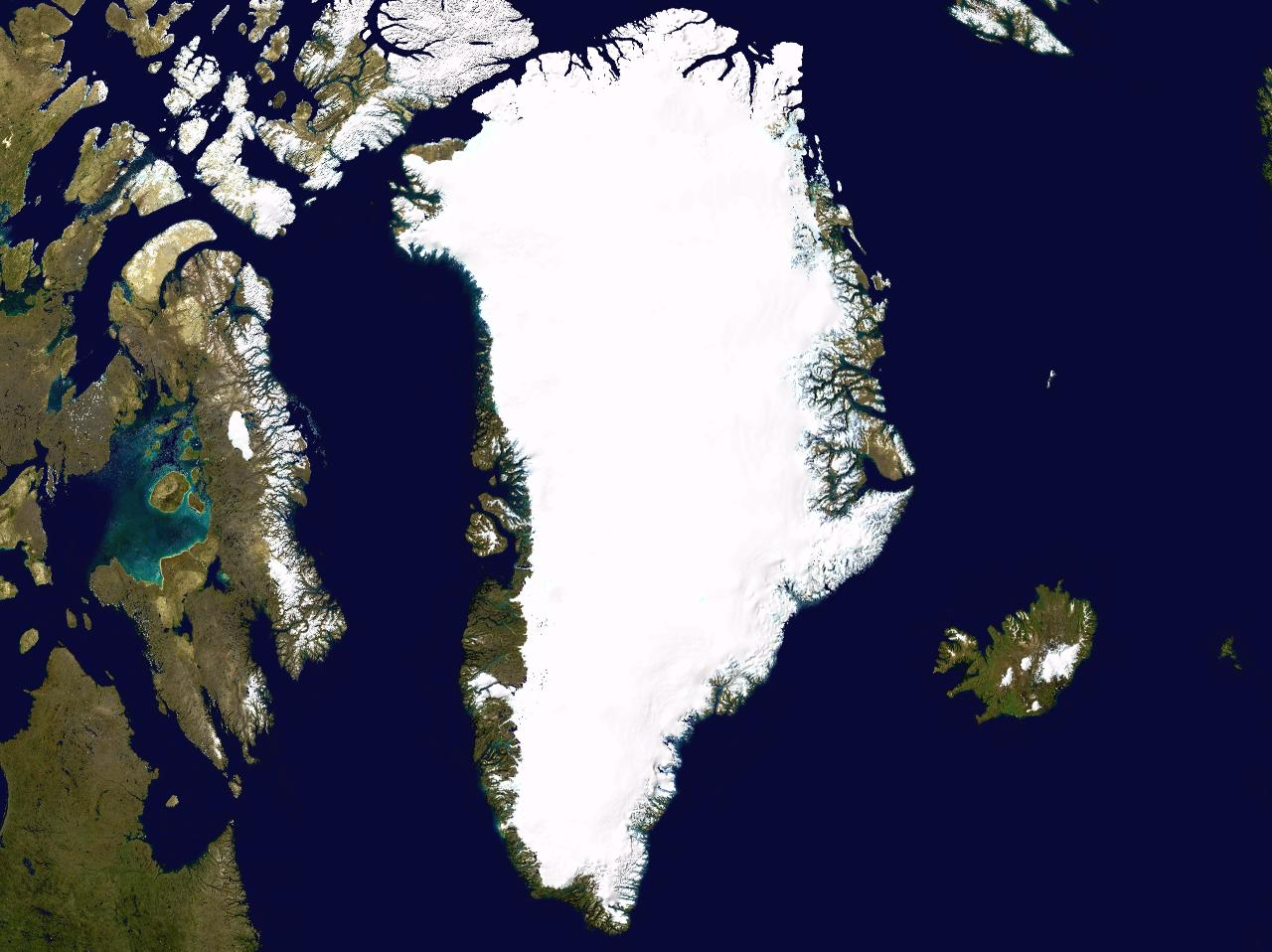
Satellietopname van Groenland

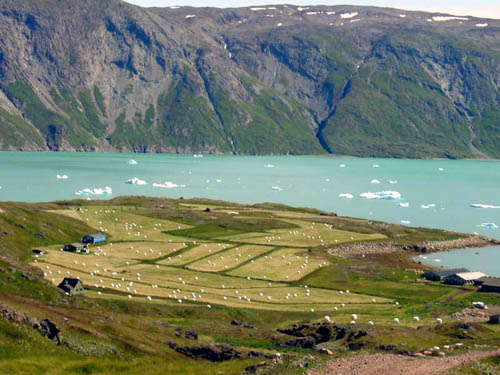
Boerderijen in Groenland

Groenland en Denemarken

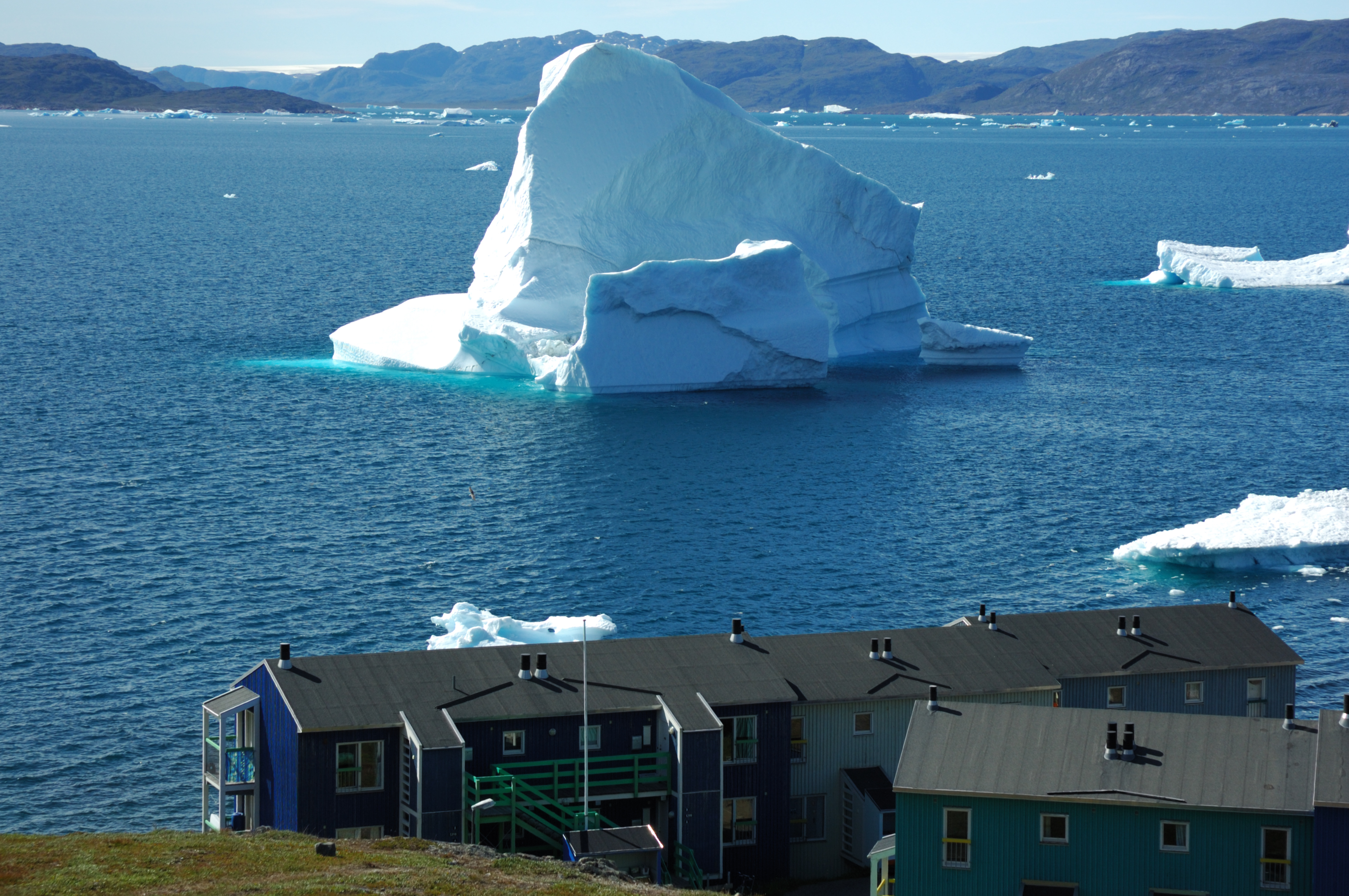
Een ijsberg bij het stadje Narsaq.

Groenland (Groenlands: Kalaallit Nunaat, "Land van de Groenlanders"; Deens: Grønland) is een eiland gelegen in het Noordpoolgebied en administratief behorend tot het koninkrijk Denemarken. Het is gelegen tussen de Noordelijke IJszee en de Atlantische Oceaan, ten oosten van de Canadese Arctische Eilanden. Hoewel het geografisch een deel is van het continent Noord-Amerika, wordt Groenland politiek en cultureel geassocieerd met Europa (vanwege de historische banden met het verenigde koninkrijk Denemarken en Noorwegen). De inheemse bevolking, komt als Eskimo's uit het westen en ziet zich niet als Deens, Noors of anders Europees. Het land wordt, op een aantal kleinere eilanden zoals Disko na, nagenoeg volledig gevormd door één groot eiland dat ook Groenland heet.
Groenland werd bewoond, maar niet continu, door Paleo-Eskimo's sinds 2500 v.Chr. Op het eind van de 10e eeuw vestigden Noormannen zich op het toen onbewoonde zuidelijke deel van Groenland. In de 13e eeuw kwamen de Inuit als Neo-Eskimo's aan en in de 15e eeuw werden de Noorse kolonies verlaten. In de vroege 18e eeuw werd het contact tussen Scandinavië en Groenland hersteld en Denemarken vestigde in 1721 zijn heerschappij over Groenland.
Groenland werd een Deense kolonie in 1814, na eeuwen onder de heerschappij van het verenigde koninkrijk Denemarken en Noorwegen. Met de Grondwet van Denemarken van 1953 werd Groenland een integraal deel van Denemarken. Hierop volgde een periode van culturele assimilatie ('verdeensing'). Veel inheemse Groenlanders verzetten zich tegen deze vervreemding van hun eigenheid.
In 1979 verleende Denemarken zelfbestuur aan Groenland en in 2008 koos Groenland ervoor dat meer macht van de Deense regering aan de lokale Groenlandse regering werd overgedragen. De wet werd het jaar daarop van kracht, met de Deense regering verantwoordelijk voor buitenlandse zaken, beveiliging (defensie, politie en justitie), het financieel beleid en het toekennen van een subsidie van 3,4 miljard Deense kronen (€456.817.327), of ongeveer € 7900 per Groenlander per jaar.
Groenland is 's werelds grootste eiland. Met een bevolking van 56.669 inwoners (2025) is het het dunstbevolkte afhankelijke gebied of land van de wereld, met een bevolkingsdichtheid van 0,03/km². De grote meerderheid van de bevolking zijn Groenlandse Inuit.

## Geografie

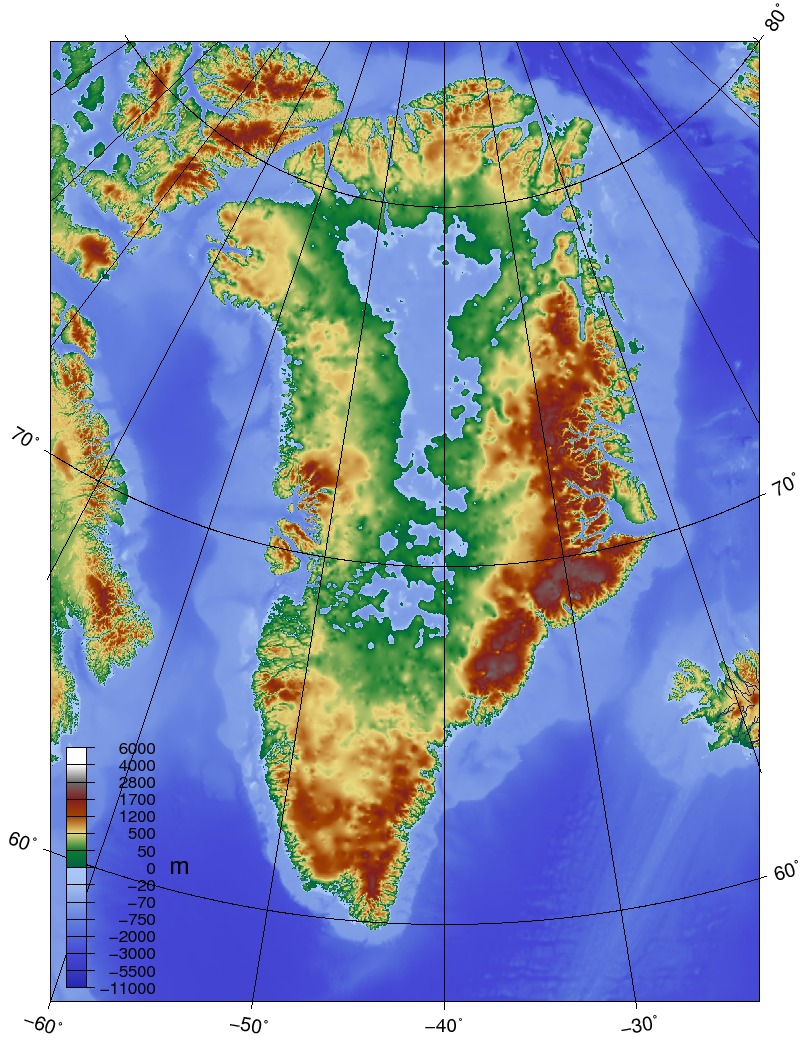
Topografische kaart van Groenland zonder ijskap

Groenland hoort geografisch bij Noord-Amerika en geologisch gezien tot het Canadees Schild. 85% van het land is bedekt met een ijskap van maximaal 3 km dikte. Alleen de kuststrook van 15–150 km breed, vooral in het zuiden en westen, is bewoonbaar, mede door de invloed van de Golfstroom. De kusten zijn ingekerfd met enorme fjorden en gletsjers, waar regelmatig ijsbergen van afbreken. De Grand Canyon van Groenland is een in 2013 ontdekte kloof onder de ijslaag.
Vanwege de noordelijke ligging van Groenland is het op een niet-oppervlaktegetrouwe projectie moeilijk om de grootte van Groenland in de juiste verhouding te zien; het land heeft op de niet-oppervlaktegetrouwe mercatorprojectie ogenschijnlijk de grootte van Afrika. Groenland is echter met 2.166.086 km² net iets kleiner dan het Arabisch schiereiland en vier keer zo groot als Frankrijk.
Het zuidelijkste punt van Groenland is Kaap Vaarwel en het noordelijkste punt op het vasteland is Kaap Morris Jesup. Aan de westzijde wordt Groenland omgeven door de Labradorzee, Straat Davis en de Baffinbaai, in het noordwesten door de Straat Nares en de Lincolnzee, onderdeel van de Noordelijke IJszee, in het oosten door de Groenlandzee en de IJslandzee en in het zuidoosten door de Irmingerzee. Tussen IJsland en Groenland ligt Straat Denemarken ook wel als Straat Groenland bekend.

### Klimaat
Groenland heeft grotendeels een poolklimaat in het binnenland en een toendraklimaat langs de kust. In een dunne strook langs de zuidwestkust heeft de zee een matigende invloed. In de winter kan de temperatuur zakken tot −50 °C in het binnenland. In de zomer is het −10 °C in het binnenland en is het langs de kusten 0 tot 10 °C. Aan de zuidwestkust kan het 's zomers soms tegen de 20 °C worden.

#### Klimatogram
| Maand                  | jan | feb | mrt | apr | mei | jun | jul | aug | sep | okt | nov | dec | Jaar |
| ---------------------- | --- | --- | --- | --- | --- | --- | --- | --- | --- | --- | --- | --- | ---- |
| Gemiddeld maximum (°C) | −11 | −16 | −15 | −9  | −1  | 4   | 10  | 10  | 3   | −3  | −7  | −11 | −4   |
| Gemiddeld minimum (°C) | −20 | −23 | −23 | −17 | −6  | −1  | 3   | 3   | −2  | −6  | −11 | −16 | −10  |
| Zonuren (uur/dag)      | 0   | 0   | 4   | 7   | 8   | 8   | 8   | 7   | 4   | 1   | 0   | 0   | 3,9  |
| Regendagen (dag)       | 10  | 9   | 9   | 8   | 6   | 8   | 11  | 12  | 11  | 11  | 12  | 11  | 118  |
| Watertemperatuur (°C)  | −1  | −2  | −2  | −2  | −1  | 1   | 4   | 4   | 2   | 1   | 0   | −1  | 0,3  |
| Bron:                  |     |     |     |     |     |     |     |     |     |     |     |     |      |

#### Opwarming
Net als heel het Arctisch gebied heeft Groenland te maken met de opwarming van de aarde.
Al het ijs op Groenland bevindt zich op land. Als er fors smelt optreedt, dan zijn er twee fasen: eerst raken de onderliggende lagen ijs met smeltwater verzadigd doordat dit de vele luchtbelletjes erin "vult". Als de ijsmassa eenmaal verzadigd is, zoekt smeltwater zich een weg naar de bodem van de ijskap.
Tijdens het smeltseizoen zijn door de jaren heen meertjes en riviertjes met smeltwater te zien, de laatste jaren zelfs boven op de ijskap. Op verschillende plaatsen heeft smeltwater zich een weg naar de bodem van de ijsmassa gebaand en werkt daar als glijmiddel. Zo glijden delen van de ijskap versneld richting oceaan.
Naar de Northeast Greenland Ice stream (NEGIS) wordt onderzoek gedaan door EGRIP (East Greenland Ice-core Project).
De Jakobshavn icestream, die ten zuiden van Ilulissat in zee stroomt, zelfs snel (record van circa 2 m/uur in de zomer van 2012). Het IPCC schat dat sinds 1992 cumulatief drieduizend gigaton ijsmassa, overeenkomend met 3000 km3 water, is gesmolten, met een toename sinds 2000. Per jaar verliest Groenland nu zo'n 250 km3 ijsmassa.
Onderzoekers berekenden dat het vallende smeltwater tijdens de smeltpieken een warmtevermogen produceert dat vergelijkbaar was met dat van de Drieklovendam in China, 's werelds grootste waterkrachtcentrale.
Door het smelten van de ijskap stijgt de zeespiegel jaarlijks gemiddeld met ongeveer 0,8 millimeter. Door het 'gravitatie-effect' is de stijging niet overal op aarde gelijk. Dicht bij Groenland zal de zeespiegel door de afname van het ijs zelfs dalen. Omdat Nederland relatief dicht bij Groenland ligt is de bijdrage van Groenland aan de zeespiegelstijging hier slechts 15% van het wereldgemiddelde.
Tijdens de hittegolf van juli 2019 steeg de zeespiegel 0,5 millimeter als gevolg van het smelten van ijs op Groenland. Als al het ijs op Groenland smelt, dan zal de zeespiegel gemiddeld met ongeveer zeven meter stijgen waardoor veel kuststeden in de wereld zullen overstromen. Voor Groenland zelf heeft de opwarming voornamelijk positieve effecten. Zo duurt het groeiseizoen langer en kan het land onder meer aardappelen voor eigen verbruik verbouwen.
In augustus 2021 werd op het hoogste punt van Groenland voor het eerst, sinds het begin van de registratie in 1950, neerslag in de vorm van regen waargenomen.

## Ecologie
Het eiland wordt door het WWF onderverdeeld in twee ecoregio's: de hoge (NA1112) en de lage arctische toendra van Groenland (NA1113). Beide behoren tot het toendra-bioom. Er zijn negen landzoogdiersoorten op het eiland en 235 vogelsoorten waargenomen.

## Geschiedenis
Volgens archeologen is Groenland sinds 2500 voor Chr. vrijwel voortdurend in minstens één deel van het eiland bewoond geweest door een van de verschillende, elkaar opvolgende, Paleo-Eskimo's en Neo-Eskimo's (de laatste ook bekend als Inuit)-culturen, komend uit Noord-Amerika.
- 981 – De Noor Erik de Rode landt via IJsland op de Groenlandse kust.
- 985 – Vestiging van de eerste Europese kolonisten.
- circa 1000 – Invoering van het christendom door Leif Eriksson.
- 1261 – Groenland onder Noors bestuur.
- 1397 – (Unie van Kalmar); Noorwegen en diens overzeese gebieden worden met Denemarken en Zweden verenigd in een personele unie.
- 15e eeuw – De Vikingkolonies verdwijnen door het kouder worden van het eiland, als gevolg van het veranderende klimaat (kleine ijstijd).
- 1536 – Nadat Zweden uit de Unie is gestapt centraliseert de koning zijn gezag rond Denemarken. Noorwegen wordt gedegradeerd tot een Deense provincie, de Noorse koloniën vallen onder de Deense kroon.
- 1605 – De Deense koning Christiaan V eist officieel Groenland op als Deense kolonie en stuurt expedities naar het gebied.
- 1721 – Begin herkolonisering door Denemarken.
- 1774–1951 – De handel met Groenland is een staatsmonopolie.
- 1931 – Noorwegen bezet een deel van Oost-Groenland; na een uitspraak[13] van het Permanent Hof van Internationale Justitie in Den Haag vertrekken de Noren weer.
- 1940 – Duitsland bezet Denemarken. De Deense ambassadeur in de Verenigde Staten, Henrik Kauffmann, verkondigt dat hij geen instructies meer aanvaardt vanuit Kopenhagen en toestemming aan de Amerikanen verleent om militaire bases op Groenland in te richten. Groenland wordt tijdens de oorlog door de Verenigde Staten militair bezet.
- 1951 – Deens-Amerikaans verdrag m.b.t. gemeenschappelijke verdediging van Groenland. Poging van de Verenigde Staten om Groenland te kopen mislukt.
- 1953 – Groenland wordt een integraal deel van Denemarken.
- 1979 – Groenland verkrijgt zelfbestuur binnen het Deense koninkrijk.
- 1982 – Groenland stemt in een referendum voor uittreding uit de Europese Economische Gemeenschap (EEG).
- 1985 – Groenland stapt uit de EEG.
- 2009 – In juni krijgt Groenland vrijwel volledig zelfbestuur. Dit naar aanleiding van een referendum gehouden in 2008 waarbij driekwart van de Groenlanders voor meer autonomie stemde.
- 2019 - De Amerikaanse president Donald Trump vraagt aan Denemarken om Groenland te verkopen.[14] Trump wil het eiland vanwege de strategische ligging en de aanwezigheid van zeldzame aardmetalen. De Deense premier Mette Frederiksen wees het verzoek beslist af. Trump heeft daarop zijn staatsbezoek aan Denemarken begin september geannuleerd.[14]
- 2025 - President Donald Trumps blijvende interesse in Groenland heeft wereldwijd en lokaal voor ophef gezorgd. Groenland, strategisch gelegen en rijk aan grondstoffen, staat centraal in een geopolitieke machtsstrijd, waarbij bewoners verdeeld zijn over de plannen. Terwijl sommigen onafhankelijkheid van Denemarken nastreven, zien anderen kansen in samenwerking met de VS. Denemarken benadrukt net als in 2019 dat Groenland niet te koop is, maar blijft alert op de toenemende invloed van grootmachten in de regio.

## Bevolking

### Bevolkingsgroepen
De oorspronkelijke inwoners, de Inuit (ook Eskimo's genoemd, hoewel die benaming door sommige Inuit als beledigend wordt ervaren), zijn vanouds nomaden. Samen met de Groenlanders, een vermenging van Denen en Inuit, vormen zij 88% van de bevolking van 56.669 inwoners. De overige 12% zijn van Europese komaf, van wie het grootste deel Deens is. Verreweg de meeste inwoners leven in het zuidwesten. In de noordelijke basis Thule zijn Amerikaanse soldaten gelegerd.

### Religie
Het merendeel van de Groenlanders is christelijk. Ruim 64,2% van de Groenlanders behoort tot de Evangelisch-Lutherse Kerk; dit was tot 1954 de staatskerk. 30,2% van de Groenlanders behoort tot een andere christelijke kerk, 3,6% is niet religieus.

### Taal
Van de 56.669 mensen die in Groenland leven, spreken er ongeveer 50.000 Kalaallisut of West-Groenlands, een niet-Indo-Europese taal. De tweede taal is Deens, die op school aangeleerd wordt. 
Naast het Kalaallisut spreken zo'n 3000 inwoners in het oostelijke deel (tegenover IJsland) het Tunumiisut of Oost-Groenlands, een dialect van het Groenlands. Daarnaast spreken een duizendtal inwoners in het noordwestelijke deel (rond Qaanaaq) het Inuktun, dat dialectologisch tussen het Groenlands en de Canadese Inuittalen ligt.

## Economie
De Groenlandse economie leunt voornamelijk op de visvangst, de jacht, de schapenteelt en het toerisme. Men exporteert onder meer walvisproducten en pelzen. Mijnbouwproducten zoals cryoliet (nodig voor de productie van aluminium), kwarts, mica, lood, zink en ijzererts waren ook belangrijke exportproducten, maar de laatste mijn werd in 1990 gesloten. Onder de ijskap zijn ook diamant en uranium gevonden. Dit is tot dusver niet te ontginnen, maar door de opwarming van de Aarde kan de ontginning hier in de toekomst wel worden begonnen. Ook is er al decennialang een Deens verbod op het delven van uranium, vanwege de mogelijke veiligheidsrisico's. In oktober 2013 stemde een nipte meerderheid van het Groenlandse parlement voor de opheffing van dit verbod.
Er zijn ook verwachtingen over mogelijke oliewinning, maar exploratieboringen vielen vooralsnog tegen.
Mede ten gevolge van deze economische vooruitgang in de laatste decennia, en de overschakeling van de jacht en visserij naar een diensteneconomie, is vooral onder de Inuit veel onvrede en armoede ontstaan. Gevolg daarvan is een toenemende mate van alcoholisme, zelfmoorden (het hoogste percentage ter wereld ten opzichte van het bevolkingsaantal) en tienerzwangerschappen.
De officiële munteenheid van Groenland is de Deense kroon. Er waren plannen om de Groenlandse kroon in te voeren naar het voorbeeld van de Faeröerse kroon., eind 2009 werd hiervan afgezien

## Politiek
Groenland kreeg op 1 mei 1979 zelfbestuur van Denemarken middels de lov om Grønlands hjemmestyre. Op 10 januari 2008 kondigde premier Hans Enoksen een referendum aan, waarin een voorstel aan het volk werd voorgelegd voor grotere autonomie met een streven naar volledige onafhankelijkheid. Het referendum vond plaats op 26 november 2008, en de uitkomst luidde dat drie vierde van de bevolking streefde naar een grotere autonomie van Groenland. De lov om Grønlands selvstyre (wet op het Groenlandse zelfbestuur) trad op 21 juni 2009 in werking, waarmee het zelfbestuur flink werd uitgebreid, precies 300 jaar nadat het land door Denemarken werd gekoloniseerd. Deze stap zal uiteindelijk moeten leiden tot volledige onafhankelijkheid.
Als grondwet van Groenland fungeert sinds 1 december 2010 de Inatsisartut Naalakkersuisullu pillugit Inatsisartut inatsisaat ('wet van het Groenlandse parlement over het Groenlandse parlement en de Groenlandse regering'). Groenland is een parlementaire democratie met algemeen kiesrecht en een 31 zetels tellend parlement (het Inatsisartut). De premier van Groenland zit de regering (Naalakkersuisut) voor en is meestal lid van de grootste partij in het parlement. De huidige is Muté Bourup Egede sinds 16 april 2021.
Groenland behoort als land of gebied overzee (LGO) niet tot het grondgebied van de Europese Unie, sinds de losmaking ervan in 1985.
Wegens Groenland en de Faeröereilanden heeft het koninkrijk Denemarken zitting in de Arctische Raad.

### Politieke partijen
Groenland telt enkele belangrijke politieke partijen:
- Atassut (A) – Gevoel van Gemeenschapssolidariteit (conservatief, voorstander van de unie tussen Denemarken en Groenland)
- Siumut (S) – Voorwaarts (sociaaldemocratisch, voorstander verregaande autonomie, maar met behoud van de unie tussen Denemarken en Groenland)
- Inuit Ataqatigiit – Inuitgemeenschap (links, voorstander complete onafhankelijkheid van Denemarken)
- Demokraatit (D) – Democraten (liberale partij)
- Naleraq (N) - Keerpunt (liberale onafhankelijkheidspartij)

## Etymologie
Groenland dankt zijn naam aan de Noor Erik de Rode. Volgens de Eiríks saga rauða besloot hij – nadat hij in IJsland vogelvrij verklaard was – op zoek te gaan naar een land ten westen van IJsland, dat eerder gezien was door ene Gunnbjörn. Hij vond het land en noemde het 'Groenland' (Oudnoords: 'Grœnland'), ondanks het feit dat het voor een groot deel door ijs werd bedekt. Volgens de verhalen gaf hij het land deze naam, omdat hij dacht dat het waarschijnlijk wel andere kolonisten zou aantrekken als het een gunstige naam had. Het zuiden van Groenland kan overigens in de zomer daadwerkelijk heel groen zijn en het is heel waarschijnlijk dat het in de tijd van Erik de Rode zelfs nog groener was dan tegenwoordig.

## Sport
Groenland heeft een eigen nationaal voetbalelftal dat niet bij de FIFA en CONCACAF Gold Cup is aangesloten. Groenlanders kunnen wel uitkomen voor het Deens voetbalelftal.
Het voetbal op het eiland is de afgelopen jaren flink gemoderniseerd. Gravelvelden werden vervangen door kunstgras en er zijn plannen om een stadion in Nuuk te bouwen om interlands te kunnen spelen. Dit is een van de voorwaarden om lid te kunnen worden van de FIFA. In de toekomst wil Groenland een aanvraag doen om lid te worden van de FIFA.
De nationale voetbalcompetitie draagt de naam Coca Cola GM. Eerst wordt er in regionale poules gespeeld om een plaats in de eindronde. In de eindronde wordt via knock-outs de winnaar bekend.
Groenland heeft ook een eigen nationaal handbalteam. Dit team heeft deelgenomen aan meerdere edities van het wereldkampioenschap handbal.